# 海林镇
海林镇，是中华人民共和国黑龙江省牡丹江市海林市下辖的一个乡镇级行政单位。

## 行政区划
海林镇下辖以下地区：
新兴社区、子荣社区、英雄社区、海浪社区、林海社区、方兴社区、广场社区、团结社区、模范村、新海村、光荣村、共和村、蔬菜村、江头村、富强村、秦家村、永安村、泡子村、林山村、东德家村、斗银村、新民村、红光村、三合村、安乐村、马北村、大石头村、永丰村、新合村、平和村、五星村、江北村、石河村、石东村、文明村、大岭村、西德家村、密南村、庙山村、卢家村、德家林场、新海林场和海林林场。